# Liopholidophis grandidieri
Liopholidophis grandidieri — вид змій родини Pseudoxyrhophiidae. Ендемік Мадагаскару. Вид назвавний на честь французького географа, етнографа і зоолога Гійома Грандідьє.

## Поширення і екологія
Liopholidophis grandidieri мешкають на сході центрального Мадагаскару, зокрема в Національному парку Раномафана. Вони живуть у вологих тропічних лісах та в чагарникових заростях.

## Збереження
МСОП класифікує цей вид як вразливий. Liopholidophis grandidieri загрожує знищення природного середовища.